# Midnight Run
Midnight Run er en amerikansk actionkomediefilm fra 1988 instrueret af Martin Brest med Robert De Niro og Charles Grodin i hovedrollerne. I filmen medvirker tillige Yaphet Kotto, John Ashton, Dennis Farina, Joe Pantoliano og Philip Baker Hall.
Filmen blev ved Golden Globe Awards nomineret i kategorien bedste film - musical eller komedie, og De Niro blev nomineret i kategorien bedste skuespiller for sin rolle i filmen.
Filmen opnåede kommerciel succes og blev i 1994 fulgt op med en tv-serie på tre film, Midnight Run Action Pack, som dog ikke havde medvirken af nogen af filmens vigtigste skuespillere, selvom enkelte af karaktererne i den første film medvirkede i de efterfølgende film.

## Handling
Dusørjægeren Jack Walsh bliver hvervet af Eddie Moscone til at finde bogholderen Jonathan "The Duke" Mardukas og bringe ham til Los Angeles. Moscone har stillet kaution for Mardukas' løsladelse i en sag om underslæb for 15 millioner dollars fra Chicagos mafiaboss Jimmy Serrano, og Mardukas er stukket af. Moscone kræver, at Walsh bringer Mardukas tilbage inden for 5 dage. Til gengæld kræver Walsh $100.000, på trods af Moscones forsikring om, at det er et simpelt job, et "midnight run". Walsh bliver derefter kontaktet af FBI- specialagent Alonzo Mosely, som har brug for Mardukas til at vidne mod Serrano. Mosely beordrer Walsh til ikke at blande sig.
Walsh ignorerer Moselys ordre og stjæler Moselys ID, som han bruger til at udgive sig selv som FBI-agent på sin rejse. Serranos håndlangere, Tony og Joey, tilbyder Walsh 1 million dollars for at overdrage Mardukas til dem, men Walsh afslår. Walsh fanger Mardukas i New York og ringer til Moscone fra lufthavnen uden at vide, at Moscones linje bliver aflyttet af FBI, og at hans assistent, Jerry, i hemmelighed tipper Serranos mænd. Mardukas fortæller Walsh, at han er bange for at flyve; Walsh tror ikke på Mardukas før de stiger på flyet, men Mardukas foregiver at få et panikanfald, hvilket tvinger dem til at rejse med tog. Da de ikke dukker op i Los Angeles til tiden, sender Moscone dusørjægeren Marvin Dorfler, en rival til Walsh, for at finde dem.
Dorfler finder parret og forsøger at tage Mardukas fra Walsh, men Walsh får fat i ham og forlader toget med Mardukas. Walsh forsøger derefter at købe busbilletter med sit kreditkort, kun for at opdage, at Dorfler har annulleret det. Uden penge er Walsh tvunget til at finde på andre måder at komme på tværs af USA, herunder at stjæle biler, låne sin ekskones bil i Chicago og blaffe.
I mellemtiden leder Mosely en taskforce, der skal finde Walsh og Mardukas. Da Walsh på et tidspunkt er alene med Mardukas, afslører han, at han for ti år siden arbejdede som politimand i Chicago, hvor han forsøgte at komme tæt på en narkohandler, der havde næsten hele afdelingen på sin lønningsliste. Lige da Walsh skulle anholde narkohandleren, plantede korrupte betjente heroin i hans hus. For at undgå både at komme i fængsel og arbejde for forhandleren, sagde Walsh op, forlod Chicago og blev dusørjæger. Hans kone lod sig skille og giftede sig med en korrupt politimand. Walsh holder dog stadig fast i det forgæves håb om, at hans ekskone vil genforenes med ham.
Senere finder Mardukas ud af, at narkohandleren var Serrano. Det lykkes Dorfler at finde Walsh og Markudas i Arizona, og Dorfler tager Mardukas væk fra Walsh, som til gengæld bliver fundet af Mosely. Mens Walsh han skændes med Moscone over telefonen, indser Walsh, at Dorfler har til hensigt at overdrage Mardukas til Serrano for 2 millioner dollars. Dorfler kommer ved uforsigtighed at afsløre Serranos mænd, hvor Mardukas er; de slår ham bevidstløs og går så selv efter Mardukas.
Walsh bluffer Serranos mænd med, at han har computerdiske skabt af Mardukas med nok information til at få Serrano dømt, men lover at udlevere dem, hvis Serrano afleverer Mardukas uskadt. Han laver derefter en aftale med Mosely om at levere Serrano til FBI mod til gengæld at få lov til at tage Mardukas tilbage. Walsh møder Serrano, mens han har en FBI-mikrofon på sig. Under mødet får Dorfler øje på Mardukas, og han får afbrudt udvekslingen, men kommer også til at afbryde ledningen til mikrofonen. Efter Serrano har taget diskene, arresterer FBI-agenterne Serrano og hans håndlangere. Mosely overgiver Mardukas til Walsh.
Da Walsh og Mardukas ankommer til Los Angeles, indser Walsh, at han ikke kan få sig selv til at sende Mardukas i fængsel, hvorfor han lader ham gå fri. Inden afskeden giver Walsh Mardukas et ur, som hans kone gav ham før deres ægteskab, hvilket symboliserer, at han endelig har sluppet hende. Til gengæld giver Mardukas Walsh $300.000 i et pengebælte, han havde gemt, og præciserer, at det er en gave, da Walsh lod ham gå. Mardukas siger farvel og går brat. Walsh flager ned af en taxa og spørger chaufføren, om han har vekslepenge for en 1.000 dollar-seddel, men chaufføren tror, at Walsh laver sjov og kører væk, så Walsh begynder at gå hjem.

## Medvirkende
- Robert De Niro som Jack Walsh
- Charles Grodin som Jonathan "The Duke" Mardukas
- Yaphet Kotto som Special Agent Alonzo Mosely
- John Ashton som Marvin Dorfler
- Dennis Farina som Jimmy Serrano
- Joe Pantoliano som Eddie Moscone
- Richard Foronjy som Tony Darvo
- Robert Miranda som Joey
- Jack Kehoe som Jerry Geisler
- Wendy Phillips som Gail
- Danielle DuClos som Denise Walsh
- Philip Baker Hall som Sidney
- Tom McCleister som Bill "Red" Wood
- Fran Brill som Dana Mardukas
- Frank Pesce som Carmine

## Produktion
Efter at have afsluttet filmen The Untouchables ville De Niro prøve noget andet og besluttede sig for at medvirke i en komedie. Han overvejede hovedrollen i Penny Marshalls film, Big. Marshall var interesseret, men studiet var ikke, så rollen gik i stedet til Tom Hanks. Martin Brest, der instruerede Beverly Hills Cop, havde med George Gallo udviklet et manuskript, der blandede elementer af komedie og action.
Paramount Pictures var oprindeligt interesseret i at støtte Midnight Run, men de ønskede en stor etablere stjerne over for De Niro for at forbedre filmens kommercielle appel.  Deres produktionsledere foreslog, at Mardukas-karakteren blev ændret til en kvinde og ønskede Cher til rollen i håbet om, at hun ville give nogle "seksuelle overtoner."  Da Brest afviste ideen, foreslog Paramount at slå De Niro sammen med Robin Williams, som blev ivrig efter at få rollen og tilbød at gå på audition for Brest.  På et tidspunkt blev Bruce Willis nævnt som en mulig medstjerne. 
Brest var imponeret over Grodins audition med De Niro, og ønskede ham i rollen overfor De Niro. Som et resultat trak Paramount sig, og projektet blev overtaget af deres UIP-partner Universal Studios. Paramount-præsident Ned Tanen mente, at budgettet blev for højt og mente ikke, at "det var det værd." Universal-direktør Casey Silver havde arbejdet med Brest på Beverly Hills Cop, og han var en central figur i at få projektet over til Universal. 
I sin research til rollen arbejdede De Niro med virkelige dusørjægere og politibetjente. Grodin fik varige ar på håndleddene som følge af de håndjern, han måtte bære det meste af filmen.  Scenen, hvor Mardukas falder ned fra en klippe, blev optaget "on location" i Salt River Canyon i White Mountain, Arizona, men slutningen, der fandt sted i et vandfald, blev optaget i New Zealand, fordi vandet var for koldt i Arizona. 
Universal investerede 15 millioner dollars i en print- og tv-reklamekampagne. 

## Soundtrack
Filmens soundtrack blev komponeret af Danny Elfman, og albummet blev udgivet af MCA Records.
1. Walsh Gets the Duke (1:47)
2. Main Titles (2:21)
3. Stairway Chase (:54)
4. J.W. Gets a Plan (1:41)
5. Gears Spin I (:54)
6. Dorfler's Theme (1:24)
7. F.B.I. (1:16)
8. Package Deal (1:07)
9. Mobocopter (2:42)
10. Freight Train Hop (1:18)
11. Drive to Red's (1:04)
12. In the Next Life (1:06)
13. The River (1:19)
14. The Wild Ride (1:31)
15. Amarillo Dawn (:26)
16. Potato Walk (1:09)
17. Desert Run (1:09)
18. Diner Blues (1:19)
19. Dorfler's Problem (1:01)
20. Gears Spin II (1:30)
21. The Confrontation (2:30)
22. The Longest Walk (1:32)
23. Walsh Frees the Duke (2:44)
24. End Credits: "Try to Believe" – Mosley & The B-Men (4:16)

Bemærk : Sluttekstnummeret som hørt i filmen er instrumentalt. "Try To Believe" blev lavet om på Oingo Boingos Dark at the End of the Tunnel- album.

## Modtagelse

### Salg
Midnight Run blev udgivet den 20. juli 1988 i 1.158 biografer og indtjente US$5,5 millioner i åbningsweekenden. Den indtjente i alt 38,4 millioner dollars i Nordamerika og 43,2 millioner dollars i resten af verden; i alt 81,6 millioner dollars på verdensplan. 

### Kritikernes vurderinger
Ved sin udgivelse fik filmen blandede anmeldelser. Filmanmelderen Roger Ebert gav filmen 3,5 ud af 4 stjerner og skrev: "Hvad Midnight Run gør med disse to karakterer er forbløffende, fordi det er opnået inden for strukturen af en komisk thriller ... Det er sjældent, at en thriller slutter med en scene af ægte bevægende intimitet, men det gør denne her, og den fortjener det."  I sin anmeldelse i The Globe and Mail roste Jay Scott præstationerne: "De Niro har en fest og sender alle de rasende tyre op, der vandt ham alle de Oscars ... Charles Grodin, en mester af den forsinkede reaktion og maestro i at bygge vrede op, er den bedste komiske karakter, siden Jack Benny stoppede med at spille sig selv". Vincent Canby skrev i sin anmeldelse for The New York Times, "Mr. De Niro og Mr. Grodin er vanvittige lyspunkter, hvilket er noget mere, end der kan siges om filmen, hvis mekanik bliver ved med at stå i vejen for skuespillerpræstationerne". Mere forbeholden var The Washington Post, hvor Hal Hinson om instruktøren skrev, at "Brest bærer dødvægten af George Gallos manuskript opfylder ikke den anstrengende opgave at transformere sit uinspirerede genremateriale (sic!) til noget dybere, og derfor bliver forsøgene på at blande patos med komedie blot en vild og desorienteret vaklen frem og tilbage."  David Ansen skrev i sin anmeldelse for Newsweek : "Omridset af George Gallos manuskript - umage par-antagonister bliver venner under farefulde omstændigheder - var forældet for fem år siden, og resultatet byder på ingen overraskelser. Ærgerligt: en masse godt arbejde er blevet spildt på en uværdig sag". 

## Eftermæle
Tredive år senere er kritikere blevet mere begejstrede for filmen. Til filmens 30 års jubilæum skrev Alan Sepinwall (som gentagne gange har fortalt, at Midnight Run er hans yndlingsfilm) i Rolling Stone : 
Men alt, hvad der i sidste ende betyder noget --- og gør filmen til en klassiker, der er værd at gense på 30-årsdagen for udgivelsen --- er to andre ord: Walsh og Duke.

George Gallo forklarede filmens succes med forholdet mellem Jack og The Duke.
På mange måder er det en kærlighedshistorie, selvom den er kortvarig. De møder hinanden, får øjeblikkelig modvilje mod hinanden og vokser med tiden til at respektere hinanden, hvilket fører til dybere følelser. Begge mænd indser, på trods af deres forskelligheder, at de deler grundlæggende overbevisninger om, hvad der er rigtigt og forkert. Publikum synes også, at roadtrip-vinklen til historien stemmer. Alle, der nogensinde har været på et langt roadtrip, ved, at det kan gå galt, og som følge heraf kan voksne reduceres til at opføre sig som børn. Uanset hvor godt et manuskript er skrevet, skal det være fuldt ud realiseret af instruktøren og skuespillerne. Alle, der arbejdede på filmen, gjorde et fantastisk stykke arbejde. 
De Niro tilskrev en stor del af filmens endelige succes Charles Grodin. "Som Chuck Grodin er, virkede det," sagde han. "Hans karakter var irriterende, og Chuck vidste, hvordan man gjorde det, at arbejde med det. Jeg følte, at det var en god vej at gå." 
På Rotten Tomatoes har filmen en godkendelsesvurdering på 95 % baseret på 56 anmeldelser, med en gennemsnitlig vurdering på 8,00/10. Sitets kritikere konsensus lyder, "Oplivet af den antagonistiske kemi mellem Robert De Niro og Charles Grodin, er Midnight Run en ualmindeligt underholdende skæv parkomedie."  Metacritic tildelte filmen en vægtet gennemsnitsscore på 78 ud af 100, baseret på 16 kritikere, hvilket indikerer "generelt gunstige anmeldelser".  Publikum adspurgt af CinemaScore gav filmen en gennemsnitskarakter på "A" på en A+ til F-skala. 

## Efterfølgere
Den 8. november 2021 blev det annonceret, at Universal Pictures var ved at udvikle en efterfølger med Regina Hall i hovedrollen og med De Niro tilknyttet som producer.

### Tv
- Another Midnight Run
- Midnight Runaround
- Midnight Run for Your Life